# 大紀薬品
大紀薬品株式会社（だいきやくひん）は、かつて和歌山県和歌山市西浜1047-1に本社を置いていた、医薬品・医療機器・医療用検査試薬・介護用品・健康食品・一般用医薬品等の卸売販売をおこなう企業であった。田辺製薬系医薬品卸であった。現在はバイタルケーエスケーホールディングスの一社「ケーエスケー」である。

## 沿革
- 昭和41年1月　和歌山県和歌山市茶屋1に「大紀薬品株式会社」設立
- 昭和42年　「田辺営業所」（和歌山県田辺市神子浜736）開設
- 平成4年2月 「協進株式会社」と合併

## 概要
- 代表取締役社長　村井昭三
- 代表取締役常務　梶敬一・小山隆造
- 取締役　池田皇一・須浜幸夫・中井俊夫
- 代表取締役　竹内正明
- 資本金　4,000万円

## 大株主
- 田辺製薬
- マルゴ不動産
- 松井昭三

## かつての営業所
- 和歌山県:田辺営業所（和歌山県田辺市元中の谷1039）
- 和歌山県:紀北連絡所（和歌山県伊都郡粉河771）

## かつての主な取引企業
- 田辺製薬
- 東京田辺製薬
- 旭化成
- 日本新薬
- 台糖ファイザー
- 大鵬薬品工業